# In the Passing Light of Day
In the Passing Light of Day – dziesiąty album studyjny szwedzkiego zespołu muzycznego Pain of Salvation. Wydawnictwo ukazało się 13 stycznia 2017 roku nakładem wytwórni muzycznej InsideOut Music. Nagrania zostały zarejestrowane w Dugout Studio we współpracy z producentem muzycznym Danielem Bergstrandem. Koproducentami płyty byli Daniel Gildenlöw i Ragnar Zolberg. Materiał był promowany teledyskami do utworów „Reasons” i „Meaningless”, które zostały zrealizowane przez studio filmowe Lynx Pictures.

## Lista utworów
Opracowano na podstawie materiału źródłowego.
| Nr  | Tytuł utworu               | Autorzy                          | Długość |
| --- | -------------------------- | -------------------------------- | ------- |
| 1.  | „On a Tuesday”             | Daniel Gildenlöw, Ragnar Zolberg | 10:22   |
| 2.  | „Tongue of God”            | Daniel Gildenlöw                 | 04:53   |
| 3.  | „Meaningless”              | Daniel Gildenlöw, Ragnar Zolberg | 04:47   |
| 4.  | „Silent Gold”              | Daniel Gildenlöw, Peter Kvint    | 03:23   |
| 5.  | „Full Throttle Tribe”      | Daniel Gildenlöw, Ragnar Zolberg | 09:05   |
| 6.  | „Reasons”                  | Daniel Gildenlöw, Ragnar Zolberg | 04:45   |
| 7.  | „Angels of Broken Things”  | Daniel Gildenlöw, Ragnar Zolberg | 06:24   |
| 8.  | „The Taming of a Beast”    | Daniel Gildenlöw, Ragnar Zolberg | 06:33   |
| 9.  | „If This Is the End”       | Daniel Gildenlöw, Ragnar Zolberg | 06:03   |
| 10. | „The Passing Light of Day” | Daniel Gildenlöw, Ragnar Zolberg | 15:31   |
|     |                            |                                  | 1:11:46 |

| Bonus CD | Bonus CD                          | Bonus CD |
| Nr       | Tytuł utworu                      | Długość  |
| -------- | --------------------------------- | -------- |
| 1.       | „Introduction”                    | 1:45     |
| 2.       | „Tongue Of God (Intro)”           | 0:48     |
| 3.       | „Tongue Of God (Demo)”            | 5:00     |
| 4.       | „Meaningless (Intro)”             | 0:44     |
| 5.       | „Meaningless (Demo)”              | 5:48     |
| 6.       | „Silent Gold (Intro)”             | 0:48     |
| 7.       | „Silent Gold (Demo)”              | 3:12     |
| 8.       | „Full Throttle Tribe (Intro)”     | 0:49     |
| 9.       | „Full Throttle Tribe (Demo)”      | 8:54     |
| 10.      | „Reasons (Intro)”                 | 0:52     |
| 11.      | „Reasons (Demo)”                  | 4:32     |
| 12.      | „Angels of Broken Things (Intro)” | 0:42     |
| 13.      | „Angels Of Broken Things (Demo)”  | 6:56     |
| 14.      | „Bloopers”                        | 2:32     |
|          |                                   | 43:22    |

## Twórcy
Opracowano na podstawie materiału źródłowego.

- Daniel Gildenlöw – wokal prowadzący, gitara, gitara basowa, instrumenty klawiszowe,
perkusja, instrumenty perkusyjne, akordeon, oprawa graficzna, produkcja muzyczna
- Léo Margarit – perkusja, wokal wspierający
- Daniel Karlsson – instrumenty klawiszowe, wokal wspierający
- Gustaf Hielm – gitara basowa
- Peter Kvint – gitara basowa, instrumenty klawiszowe, wokal wspierający
- Ragnar Zolberg – gitara, wokal wspierający, produkcja muzyczna
- Camilla Arvidsson, David Ra-Champari – skrzypce
- Daniel Bergstrand – produkcja muzyczna, miksowanie
- Lars Ardarve – zdjęcia, oprawa graficzna
- George Nerantzis – mastering

## Listy sprzedaży
| Lista                   | Kraj              | Pozycja |
| ----------------------- | ----------------- | ------- |
| Ö3 Austria Top 40       | Austria           | 39      |
| Ultratop                | Belgia (Flandria) | 82      |
| Ultratop                | Belgia (Walonia)  | 79      |
| SNEP                    | Francja           | 107     |
| MegaCharts              | Holandia          | 86      |
| Media Control Charts    | Niemcy            | 28      |
| Suomen virallinen lista | Finlandia         | 32      |
| Schweizer Hitparade     | Szwajcaria        | 28      |
| FIMI                    | Włochy            | 56      |